# Bulas Alexandrinas

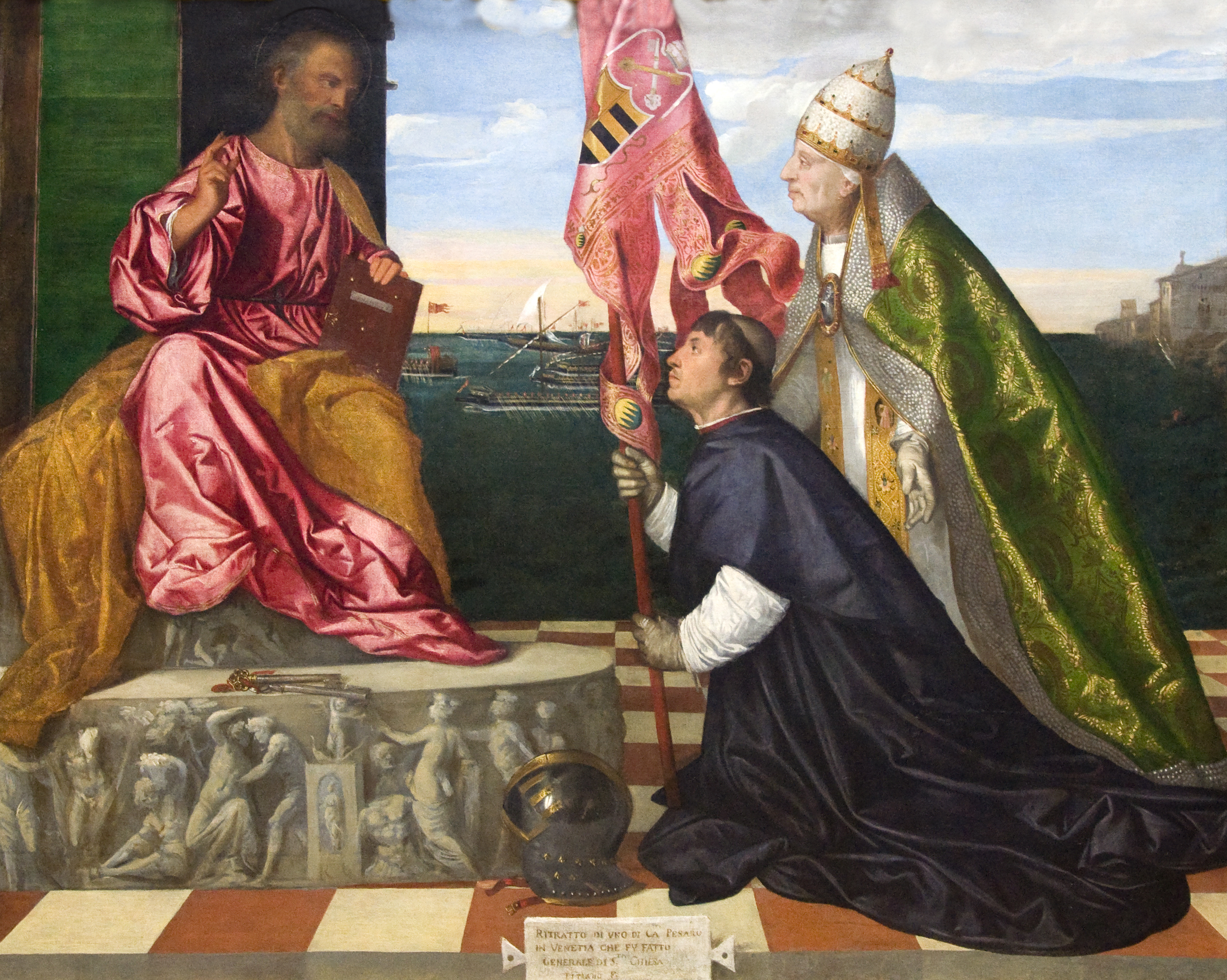
Alexandre VI e Jacopo Pesaro ante São Pedro, Tiziano, 1509. A cena naval do fundo, o estandarte e o elmo ambientam o momento histórico.

As Bulas Alexandrinas foram um conjunto de documentos pontifícios responsáveis pela divisão das possessões portuguesas e espanholas no mundo decretados durante o pontificado do Papa Alexandre VI (1492-1503), nascido Rodrigo Bórgia.
Estes documentos pontifícios outorgaram aos reis de Castela e Leão o direito a conquistarem  América e a obrigação de evangelizá-la, emitidos pela Santa Sé em 1493 a pedido dos Reis Católicos, cuja influência frente do Papa Alexandre VI (da valenciana família Borja ou Borgia) era o bastante poderosa como para as conseguir.
Foram quatro documentos: o breve Inter cætera; a bula menor também chamada Inter cætera (1493), a mais conhecida e a que menciona pela primeira vez uma linha de demarcação no Atlântico; a bula menor Eximiae devotionis e a bula Dudum siquidem.

## Antecedentes

### Castela e Portugal no Atlântico antes de 1492
O fato de ser desconhecida em 1493 a existência de um Novo Mundo entre a Europa e a Ásia não tira validade à doação. Sancionava-se na prática uma repartição do mundo entre duas potências: Castela e Portugal. Tudo contribuíra para isso: o final da Reconquista, a modernidade do seu sistema político (as monarquias autoritárias de ambas), a dinâmica das suas economias (a lã castelhana no século XV comparou-se com o petróleo no XX), a geografia (ocupam o ângulo sul ocidental da Europa), as bases avançadas das Canárias e dos Açores, o capital humano dos seus marinheiros (que herdam e atualizam cada geração a sua informação sobre o Atlântico) com o aditamento das colônias italianas, e a sua tecnologia naval.
As bulas, apesar de serem um triunfo castelhano, tinham uma clara componente arbitral (reconhecida por Pedro Mártir de Anglería) nas seculares negociações pelas rotas atlânticas da costa ocidental africana, revalorizadas desde a descoberta do Cabo de Boa Esperança e desvalorizadas desde a descoberta de Colombo. Se até então foram repartidas com uma divisão norte-sul seguindo a fronteira um paralelo (interpretação controversa do Tratado de Alcáçovas, 1479), agora se fazia o mesmo de leste a oeste seguindo a fronteira um meridiano: o que passa a cem léguas das ilhas dos Açores e Cabo Verde.

### Relações entre Rodrigo Borgia e Fernando de Aragão

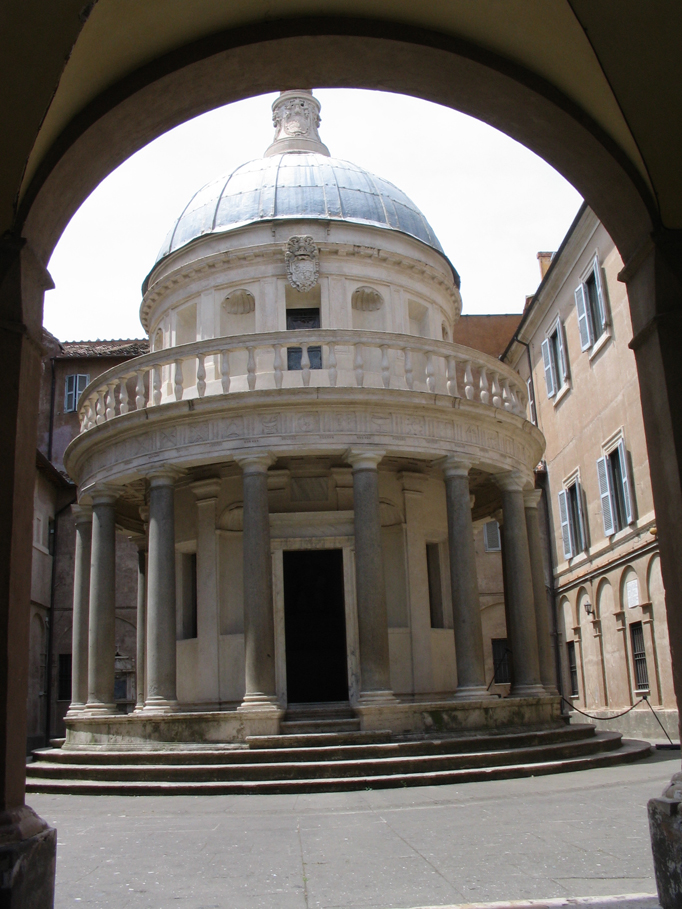
San Pietro in Montório, Roma.

Em  11 de agosto de 1492 foi eleito novo Papa o cardeal arcebispo de Valência Rodrigo Bórgia, que passou a chamar-se Alexandre VI. Este cardeal tinha uma relação estreita com Isabel e Fernando desde 1472, quando como legado papal na península favorecera o seu reconhecimento como herdeiros ao trono castelhano, sobretudo ao facilitar-lhes a bula papal de dispensa que autorizou o seu casamento apesar de serem primos segundos. Fernando correspondera -lhe deixando-lhe açambarcar cargos eclesiásticos nos seus domínios e outorgando favores aos seus filhos: ducado de Gandia para Pedro Luis (1485), arcebispado de Valência para César (1492) e mão de María Enríquez, prima do rei, para Juan (1493).

### Negociação
As negociações entre os Reis Católicos e o Papado levaram-se com tanto segredo que por enquanto (1992) não se encontraram instruções nem despachos diplomáticos sobre elas. Acredita-se que o principal negociador por parte dos Reis foi Bernardino López de Carvajal, bispo de Cartagena e embaixador permanente em Roma, que pronunciou um famoso discurso ao Colégio Cardinalício em  19 de junho de 1493. Pelos seus serviços, de Carvajal foi designado cardeal a pedido dos Reis em 20 de setembro do mesmo ano.

## Conteúdo das Bulas
Sob o termo Bulas Alexandrinas incluem-se os quatro documentos seguintes, todos eles emitidos pelo papa Alexandre VI em 1493 em favor de Fernando e Isabel, enquanto reis de Castela e Leão:
1. Breve Inter caetera de 3 de maio
2. Bula menor Inter cætera de 4 de maio de 1493
3. Bula menor Eximiae devotionis de 3 de maio
4. Bula Dudum siquidem de 26 de setembro

Acredita-se que as bulas foram escritas em datas diferentes do qual indicam as suas datas respetivas. O breve Inter coetera deveu ser redigido e assinado durante o mês de abril, enviado à península Ibérica em  17 de maio e recebido uma ou duas semanas depois. Os Reis Católicos enviaram no final de maio instruções ao seu embaixador em Roma para conseguir uma bula mais favorável, o que levou à emissão da bula menor Inter coetera em junho. Esta bula chegou a Sevilha em  19 de julho e os reis reenviaram-na a Colombo em  4 de agosto. A Eximiae devotionis foi escrita em julho e a Dudum siquidem em dezembro.
Nas bulas precisa-se que se concede o domínio sobre terras descobertas e por descobrir nas ilhas e terra firme do mar Oceano, por ser terras de infiéis nas quais o Papa, como vigário de Cristo na Terra, tem potestade para o fazer. A concessão é feita com os seus senhorios, cidades, castelos, lugares e vilas e com todos os seus direitos e jurisdições para que os Reis Católicos tivessem tal domínio "como senhores com plena, livre e absoluta potestade, autoridade e jurisdição", sem mais condição que a de não prejudicar outro príncipe cristão que pudesse ter um direito reconhecido neles; e exclui qualquer outra pessoa de qualquer dignidade, estado, grau, ordem ou condição, até mesmo imperial ou real, no comércio ou em qualquer outra coisa, sem licença expressa dos Reis Católicos. As bulas, portanto, decretavam a excomunhão para todos aqueles que ousassem viajar às Índias pelo Oeste sem a autorização dos reis de Castela. A única contrapartida da doação é a obrigação dos reis de evangelizarem as terras concedidas.

## Valor jurídico e consequências
As consequências das Bulas Alexandrinas nas relações internacionais foram escassas. Tanto a França quanto a Inglaterra ignoraram-nas, pois as igrejas nacionais de ambos os estados não reconheciam a jurisdição suprema do Papa, nem sequer em assuntos eclesiásticos e muito menos em assuntos seculares.
Portugal, que era a potência mais diretamente prejudicada por estas Bulas, abriu uma negociação diplomática direta com os Reis Católicos que culminou na assinatura do Tratado de Tordesilhas (1494), o qual fixou um meridiano de demarcação entre castelhanos e portugueses a 370 léguas a oeste das ilhas de Cabo Verde, o que fez com que pelo menos uma parte do território do atual Brasil ficasse na zona portuguesa. O Tratado estipulou claramente que, se bem que se solicitaria à Santa Sé confirmação do acordo, nenhuma das partes poderia ser dispensada de cumpri-lo pelo mero motu proprio papal.
Apesar de não ter tido nenhuma consequência prática, as Bulas Alexandrinas são consideradas tradicionalmente o primeiro marco do Direito Indiano, que se define como o conjunto de normas jurídicas vigentes na América durante a dominação espanhola.
Alguns autores afirmaram que o Papado limitou-se a agir como notário maior, registrando cada um dos fatos importantes dos monarcas que se lançaram à aventura do Descobrimento. Outros juristas acreditam que este documento se trataria unicamente de uma concessão religiosa ou pontifícia outorgada pelo Papa com determinadas condições e obrigações. As bulas concedem o domínio legal de umas terras de infiéis e, portanto, sem dono legítimo, aos Reis Católicos em troca da obrigação de "proteger e evangelizar os índios". Pela sua vez, para outros as Bulas Alexandrinas foram apenas um contubérnio entre um papa corrupto e uns reis ambiciosos.
Outra questão de importância jurídica é que a bula a outorga o Papa a Isabel e Fernando enquanto reis de Castela e Leão, não de Aragão, que fica à margem da concessão. Adicionalmente, os destinatários são os reis e os seus herdeiros, não os reinos; matiz importante porque, se as terras fossem concedidas aos reinos, a sua jurisdição marítima teria correspondido aos Almirantes de Castela.